# Grimsby Town
Grimsby Town (offiziell: Grimsby Town Football Club) – auch bekannt als The Mariners (deutsch Die Seeleute) – ist ein englischer Fußballverein aus Grimsby in der Grafschaft North East Lincolnshire, der seine Spiele im Nachbarort Cleethorpes austrägt.

## Geschichte

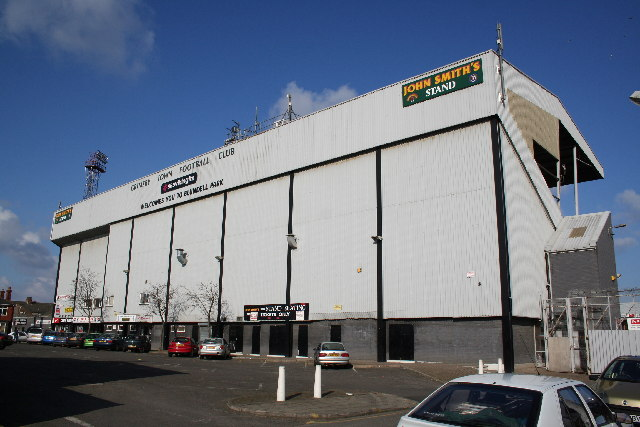
Heimspielstätte: Der Blundell Park im benachbarten Seebad Cleethorpes

Der Verein wurde 1878 als einer der ersten britischen Fußballvereine gegründet. Als 1892 mit der Football League Second Division eine zweite Profiliga gegründet wurde, gehörte Grimsby Town zu den Gründungsmitgliedern. 1901 gelang erstmals der Aufstieg in die erste Liga, aus der man allerdings nach zwei Jahren bereits wieder absteigen musste. 1910 musste der Klub nach dem damaligen Wiederwahlverfahren die Football League sogar ganz verlassen, konnte aber bereits ein Jahr später wieder zurückkehren. Seither spielten die Mariners, wie der Verein auch genannt wird, überwiegend in den unteren Regionen des englischen Profifußballs. Lediglich von 1929 bis 1932 und 1934 bis 1948 gelang noch einmal der Sprung in die Erstklassigkeit. 1935 erreichte man mit Platz fünf in der ersten Division das bis heute beste Ergebnis. Auch sonst waren die 1930er Jahre die erfolgreichsten für den Klub: 1936 (0:1 in Huddersfield gegen den FC Arsenal) und 1939 (0:5 im Old Trafford gegen die Wolverhampton Wanderers) wurde jeweils das Halbfinale im FA Cup erreicht und die 31.657 Zuschauer, die am 20. Februar 1937 zum FA-Cup-Spiel gegen die Wolverhampton Wanderers in den Blundell Park strömten, sind bis heute Vereinsrekord.
Nach Abschluss der Saison 2009/10 stieg Grimsby Town aus der viertklassigen Football League Two ab und verabschiedete sich damit erstmals nach knapp 100 Jahren aus dem Spielbetrieb der Football League. Sechs Jahre war der Klub in der fünfthöchsten Liga, der Conference National, aktiv, bis er in der Saison 2015/16 den Wiederaufstieg in die EFL League Two perfekt machte. Zur Saison 2020/21 stieg der Verein erneut in die Conference National ab. In der Saison 2021/22 stieg Grimsby wieder in die EFL League Two auf. Am 1. März 2023 gelang dem Verein in der 5. Hauptrunde des FA Cup 2022/23 ein historischer Erfolg, als er den Erstligisten FC Southampton (2:1) aus dem Wettbewerb warf. Es war das fünfte Mal in dieser Pokal-Saison, dass der Viertligist sich gegen einen höherklassierten Verein durchsetzte. Dies ist ein neuer Rekord. Es ist für die Mariners das erste Viertelfinale im FA Cup seit 1939. Am 18. März des Jahres traf Grimsby im Viertelfinale auswärts auf den Erstligisten Brighton & Hove Albion. Bei den „Seagulls“ endete die Erfolgsserie von Grimsby. Mit 5:0 siegte Brighton & Hove klar. Zur Halbzeit war die Partie mit 1:0 noch ausgeglichen.

## Ligazugehörigkeit
- 1888–1889: The Combination
- 1889–1892: Football Alliance
- 1892–1901: Football League Second Division
- 1901–1903: Football League First Division
- 1903–1910: Football League Second Division
- 1910–1911: Midland League
- 1911–1920: Football League Second Division
- 1920–1926: Football League Third Division
- 1926–1929: Football League Second Division
- 1929–1932: Football League First Division
- 1932–1934: Football League Second Division
- 1934–1948: Football League First Division
- 1948–1951: Football League Second Division
- 1951–1956: Football League Third Division
- 1956–1959: Football League Second Division
- 1959–1962: Football League Third Division
- 1962–1964: Football League Second Division
- 1964–1968: Football League Third Division
- 1968–1972: Football League Fourth Division
- 1972–1977: Football League Third Division
- 1977–1979: Football League Fourth Division
- 1979–1980: Football League Third Division
- 1980–1987: Football League Second Division
- 1987–1988: Football League Third Division
- 1988–1990: Football League Fourth Division
- 1990–1991: Football League Third Division
- 1991–1992: Football League Second Division
- 1992–1997: Football League First Division
- 1997–1998: Football League Second Division
- 1998–2003: Football League First Division
- 2003–2004: Football League Second Division
- 2004–2010: Football League Two
- 2010–2016: Conference National
- 2016–2021: EFL League Two
- 2021–2022: National League
- seit 2022: EFL League Two